# Stylomesus granulosus
Stylomesus granulosus là một loài chân đều trong họ Ischnomesidae. Loài này được Menzies miêu tả khoa học năm 1962.